# Melwin Pantzar
Jan Patrick Melwin Pantzar (Estocolmo, Suecia, 10 de abril de 2000)  es un jugador de baloncesto sueco, que ocupa la posición de base y escolta. Actualmente milita en el Bilbao Basket de la Liga ACB, cedido por el Unicaja Málaga.

## Biografía
Melwin Pantzar se formó en las categorías inferiores del equipo sueco del Solna Vikings hasta 2016, fecha en la que ingresó en las categorías inferiores del Real Madrid, donde estuvo durante dos temporadas (2016/18) disputando las ligas junior y EBA.
El 14 de abril de 2018, apenas cuatro días después de cumplir los 18 años, Pantzar recibió el mejor regalo haciendo su debut oficial con el primer equipo del Real Madrid en el Pabellón Fernando Martín frente a Montakit Fuenlabrada.
En agosto de 2018, Pablo Laso asciende al jugador como tercer base del Real Madrid Baloncesto para la temporada 2018/19, tras disputar 4 partidos de la Liga ACB la temporada anterior.
En septiembre de 2019, abandona la disciplina del Real Madrid Baloncesto y se incorpora al AS Mónaco Basket de la Ligue Nationale de Basket-ball. En principio el base escandinavo fue asignado al equipo filial con el que promediaría 15,1 puntos, 5,3 asistencias, 5,4 rebotes y 18,3 créditos de valoración, lo que valdría para hacerse con un hueco en el equipo principal.
Con el AS Mónaco Basket, líder de la liga gala, el jugador sueco disputó cinco encuentros con casi 14 minutos de media en los que sumó un promedio de 3,2 tantos, 2,0 rebotes, 1,2 asistencias y 5 de valoración, además, también cuenta con experiencia en la Eurocup, competición en la que se debutó con el equipo del Principado.
En julio de 2020, firma con el CB Ciudad de Valladolid de la Liga LEB Oro. Deja el equipo vallisoletano en mayo de 2021 para fichar por el Basquet Manresa hasta final de temporada.
En 2023, ficha por el club Bilbao Basket de la Liga ACB para dos temporadas.

### Clubes
- Cat. Inferiores: Solna Vikings
- Real Madrid "B" Junior (2016-2018)
- Real Madrid Baloncesto (2018-2019)
- AS Mónaco Basket (2019-2020)
- Real Valladolid Baloncesto (2020-2023)
- Bilbao Basket (2023-presente)
- Unicaja Málaga (2025-presente)

## Selección nacional
Pantzar es internacional con Suecia, habiendo jugado en torneos organizados por FIBA Europa tanto a nivel juvenil como a nivel absoluto. 

## Logros y reconocimientos

### Clubes
Bilbao Basket
FIBA Europe Cup (1): 2025.